# Сарториус, Даниил
Даниил Сарториус (3 июля 1704, Штитник — 8 февраля 1763, Банска-Бистрица) — лютеранский проповедник и словацкий поэт.
Был суперинтендентом в Банской Бистрице.
Изучал чехо-словацкой литературой.

## Религиозные труды
- «Florilegium biblicum aneb. Kwietna zahradka biblicka» (1742),
- «Diarium biblicum aneb. historie biblicke stareho i noweho zakona» (1744),
- «Summowni postyla na wszecky dny nedielni a swateczni w roce» (1746, 4 изд. Прага, 1856).